# Luikeiland
Luikeiland (Engels: Liège Island) is een klein eiland behorende tot de Palmerarchipel (Antarctica). Het eiland ligt ten oosten van Brabanteiland.
Luikeiland kreeg zijn naam in 1898 van de Belgische poolreiziger Adrien de Gerlache, die het vernoemde naar de provincie Luik.